# Lingua wailaki
La lingua Wailaki, anche conosciuta come lingua "Eel River", è una lingua estinta, appartenente alla famiglia linguistica athabaska, un tempo parlata  dal popolo  della riserva indiana, Round Valley Indian Tribes della California settentrionale. Si tratta di una della lingue che formano il gruppo: California Athabaska appartenente al ramo delle lingue athabaska della costa del Pacifico.
La lingua ha quattro dialetti che rappresentano i quattro popoli che formano la confederazione dei popoli Eel River:  Sinkyone, Wailaki, Nongatl e Lassik.